# 24 cm K L/35
24 厘米K L/35 是一款于第一次世界大战前由德国开发的海军炮。该炮装备在德意志帝国海军， 阿根廷海军 和 奥匈帝国海军的船只上。部分火炮被从德国海军舰上移除并进行了改进，做为海岸炮和列车炮参与了两次世界大战。 实际孔径是 23.8 cm（9.4英寸），但炮兵分类系统四舍五入到下一个厘米。

## 历史
在1888年 Krupp 设计并生产了24 厘米K L/35用以装备德意志帝国海军海军的两级 海岸防卫舰。 Krupp还出口该型火炮，被用于武装一型阿根廷的岸防舰和一型防护巡洋舰以及一艘特殊的的奥匈帝国装甲巡洋舰。 奥斯曼帝国的奥斯曼尼耶级铁甲舰在1890年代早期也改装了这型火炮。

## 海军炮
24 厘米K L/35是德意志帝国海军 齐格弗里德级 和 Odin级 岸防舰的主要武器装备。
德国船的详细信息：
- Siegfried级 -的六舰以三门该型火炮作为主要武器且布局独特。 两个MPL C/88单装炮塔并排朝前放置，第三门炮单独安装在中央上层建筑后的一个炮塔里。
- Odin级 -两舰同样布局独特。 两门主炮被放置在两个并排向前的MPL C/93单装炮台中，第三门主炮安装于的中央上层建筑后的一个单独炮塔内。

24 厘米K L/35也是阿根廷海军 Independencia级 岸防舰的主要武器装备。
阿根廷船舶的详细信息：
- 独立级 –两舰均装备两门该型火炮作为主武器。两个单装炮塔分别位于上层建筑前后。

24 厘米K L/35也是 （页面存档备份，存于）皇帝弗朗茨*约瑟夫*一世级 防护巡洋舰和一型特殊的装甲巡洋舰-玛丽亚*特蕾西娅女王和女皇号的主武器.
奥匈帝国的船舶的详细信息：
- 皇帝弗朗茨*约瑟夫*一世 级的  两舰装备有两门该火炮，分别安装在上层建筑前后的两个单装炮塔中。
- SMS Kaiserin und Königin Maria Theresia-该船同样装备的两门主炮，安装在上层建筑前后的两个单装炮塔中。

## 海岸炮
在1916年奥丁级退役并解除武装。 剩余的24 厘米K L/35主炮被转作海岸炮。 三门布置在诺德奈的Bremen炮台。另外三门布置在叙尔特的S1炮台。他们留在那里直到1930年代后期。

## 火炮
1937年起，的六门位于Norderny和叙尔特的火炮被转作列车炮，统称为 24厘米西奥多*布鲁诺Kanone(E). 在法国战役中，西奥多*布鲁诺 装备有三双联炮塔。从1941年开始，一个四联炮塔被用来保卫瑟堡直至1944年六月于瑟堡战役中被毁。